# Personalism
Personalism är en filosofisk riktning som betraktar personen som en oreducerbar realitet och framhäver personens moraliska värde och att personen har en fri vilja. Personalismen har främst varit viktig inom den katolska filosofin samt inom den kristdemokratiska ideologin och filosofin. 
Personalismen framhäver till skillnad från individualismen de gemenskaper eller grupper som personen är en del av som en viktig del av personens vara och som den främsta källan till den personliga utvecklingen. Ett annat särskiljande område är personalismens fokusering på människans ontologiska natur och det därav tillhörande försvaret för de naturliga rättigheterna. 
Ett enkelt sätt att beskriva personalismen är följande sammanfattande mening: Varje Individ (det genetiska) utvecklar sin Personlighet (den du upplever att du är) i relation till olika kollektiv (alla andra, familjen, skolan, jobbet, föreningen m.m.) Vår personlighet utvecklas således hela livet vilket inger hopp då ingen person hur misslyckad den än kan te sig vara för omgivningen är förlorad då man alltid kan (och av nödvändighet kommer att) utveckla en ny personlighet i relation till dem man lever och umgås med.
Personalismen har aldrig fått något större genomslag i den svenska politiska debatten och de flesta personalistiska klassikerna finns följaktligen inte heller översatta till svenska; undantagen är två böcker av Jacques Maritain: Personligheten och det gemensamma bästa (övers. Hjalmar Sundén, 1949) och Människans rättigheter (övers. Gösta Andersson, 1947). Men inom den moderna förskoleteorin jobbar man idag utifrån en teoretiker som är präglad av den personalistiska idétraditionen.

## Viktiga personalister
Viktiga personalistiska filosofer och författare i urval:
- Aristoteles
- Thomas av Aquino
- Willem Banning
- Jan Olof Bengtsson
- Nikolaj Berdjajev
- Christopher Jacob Boström
- Martin Buber
- Fjodor Dostojevskij
- Erik Gustaf Geijer
- Etienne Gilson
- Martin Heidegger
- Lev Karsavin
- Edvard Kocbek
- Gottfried Wilhelm von Leibniz
- Nikolaj Losskij
- Hermann Lotze
- Antanas Maceina
- Jacques Maritain
- Emmanuel Mounier
- Vitalis Norström
- Max Scheler
- Friedrich Schleiermacher
- Edith Stein
- William Stern
- Gustav Teichmüller

Aristoteles och Thomas av Aquino är inte direkt personalistiska filosofer, men deras filosofi har haft ett stort inflytande på det personalistiska tänkandet.